# Valsartan/hydrochlorothiazide
Valsartan/hydrochlorothiazide, được bán dưới tên thương mại Co-Diovan trong số những loại khác, là một loại thuốc dùng để điều trị huyết áp cao khi valsartan không đủ. Nó là sự kết hợp của valsartan, một thuốc chẹn thụ thể angiotensin với hydrochlorothiazide, một loại thuốc lợi tiểu. Nó dùng bằng đường uống.
Tác dụng phụ thường gặp bao gồm chóng mặt và đau đầu. Tác dụng phụ nghiêm trọng có thể bao gồm phản ứng dị ứng, bất thường điện giải và bệnh tăng nhãn áp. Sử dụng trong thai kỳ không được khuyến khích.
Sự kết hợp đã được chấp thuận cho sử dụng y tế tại Hoa Kỳ vào năm 1998. Nó có sẵn như là một loại thuốc chung chung. Một tháng cung cấp tại Vương quốc Anh tiêu tốn của NHS khoảng 1,85 vào năm 2019. Tại Hoa Kỳ, chi phí bán buôn của số tiền này là khoảng 4,40 đô la Mỹ. Năm 2016, đây là loại thuốc được kê đơn nhiều thứ 134 tại Hoa Kỳ với hơn 5 triệu đơn thuốc.